# Terzo Teatro
(Eugenio Barba)
Il Terzo Teatro è un filone drammaturgico che identifica una modalità di organizzazione teatrale e messa in scena caratterizzata da una marcata vocazione sociale della funzione drammaturgica e dei suoi interpreti, oltre a una genesi dell'attore che si ponga come terza sia al professionismo classico, sia all'avanguardia, prediligendo il training (allenamento) e la ricerca di una tecnica che porti, attraverso il gioco della finzione, alla più profonda sincerità.

## Storia
Consolidatosi soprattutto nella seconda metà del Novecento, i tratti descrittivi del Terzo Teatro sono tradizionalmente ricondotti al cosiddetto manifesto del Terzo Teatro, ovvero un breve saggio scritto da Eugenio Barba nel 1976, in occasione dell'Incontro internazionale di ricerca teatrale Bitef / Teatro delle nazioni di Belgrado.
A partire dal saggio di Barba, molte compagnie si sono riconosciute in tale definizione e canoni, altre invece sono nate con l'obiettivo specifico di farne parte, altri teorici del teatro ne hanno invece criticato o rigettato la teoria, definendola come già obsoleta.
Vent'anni dopo la pubblicazione del manifesto di Belgrado, nel 1996 Barba tornò sul tema, precisando che:
(Eugenio Barba, 1996)
Luigi Allegri commentò questa tematica in un saggio del 2012, tracciando le caratteristiche, gli elementi e il quadro storico-culturale alle spalle della concezione del terzo teatro:
(Luigi Allegri, 2012)

## Compagnie e persone legate al Terzo Teatro

### Persone
- Eugenio Barba, teorizzatore del terzo teatro
- Jerzy Grotowski, figura di spicco dell'avanguardia, teorizzò la concezione del teatro povero
- Antonin Artaud, teorizzatore e autore del manifesto sul teatro della crudeltà
- Jacques Lecoq, teorizzatore del teatro fisico
- Augusto Boal teorizzatore del teatro dell'oppresso
- Peter Brook, in particolare per il suo lavoro sullo spazio vuoto
- Jurij Alschitz, teorizzatore del Metodo Alschitz
- Laurie Anderson, figura di spicco dell'avanguardia newyorchese
- Leo de Berardinis e Perla Peragallo, esponenti della scena italiana

### Compagnie
- Living Theatre, fondato da Julian Beck e Judith Malina nel 1947
- Bread and Puppett, teatro di marionette statunitense, nato nel 1961
- Odin Teatret, fondato da Eugenio Barba nel 1964
- Théâtre du Soleil ,fondato da Ariane Mnouchkine nel 1964
- Comuna Baires, gruppo di teatro indipendente argentino, nato nel 1969
- Pilobolus, compagnia di danza statunitense, nata nel 1971
- Mummenschanz, compagnia di mimo svizzera, nata nel 1972
- La Fura dels Baus, compagnia di teatro urbano spagnolo, nato nel 1979
- Le Cirque Invisible, fondato da Victoria Chaplin e Jean-Baptiste Thiérrée nel 1990

#### Italia
- Santarcangelo dei Teatri, fondato nel 1971
- Teatro dell'Elfo fondato da Gabriele Salvatores e Ferdinando Bruni nel 1972
- Teatro Tascabile di Bergamo fondato da Renzo Vescovi nel 1973
- Teatro Nucleo fondato da Horacio Czertok e Cora Herrendorf nel 1974
- Piccolo Teatro di Pontedera fondato da Roberto Bacci e Dario Marconcini nel 1974
- Teatro di Ventura, fondato nel 1975 da Silvio Castiglioni, Bano Ferrari, Ferruccio Merisi, Renata Molinari, Remo Vigorelli
- Teatro Potlach ,fondato da Pino Di Buduo e Daniela Regnoli nel 1976
- Teatro S'Arza, fondato nel 1978
- Teatro delle Albe, fondato da Marco Martinelli nel 1983
- Gruppo Teatro Fragile, fondato nel 1996
- Teatret OM, fondato nel 1989